# 安定区 (台南市)

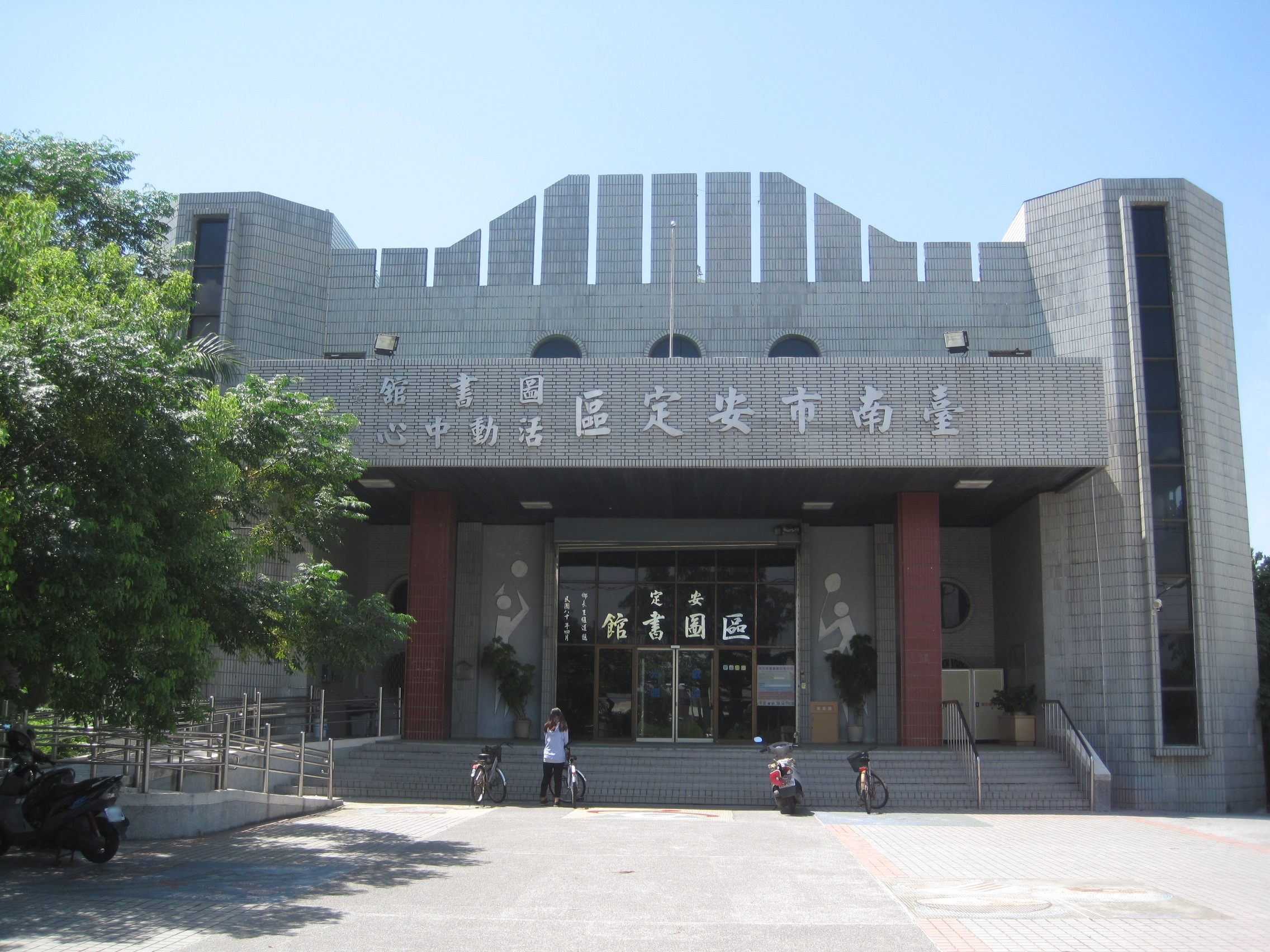
台南市安定区図書館

安定区（アンディン/あんてい-く）は台南市の市轄区。

## 地理
安定区は台南市南西部に位置し、北は麻豆区、西港区と、東は善化区、新市区と、西は西港区と、南は安南区とそれぞれ接している。
嘉南平原に位置しているため地勢は平坦であり、丘陵地は存在していない。曽文渓が郷内北部を流れ東高西低の地勢を形成している。

## 歴史
安定区は古くは平埔族西拉雅族直加弄社(Tackalan)の居中地であり、「タカラン」とは西拉雅族語で「港」を表す言葉の通り台江内海に面した小さい港が設けられていた。鄭氏政権時代より漢人の入植が進み「永定里」と称されるようになり、清による統治の初期に「安定里」と改称された。1823年、曽文渓の氾濫により河道が変更されると、大量の土砂が流入し陸化が進み、港湾としての機能を失い農村へと転換した。日本統治時代1920年の台湾地方改制の際、この地に「安定庄」が設けられ台南州新化郡の管轄とされた。台湾の中華民国への編入後に台南県安定郷に改編、2010年12月25日に台南県が台南市に編入されたことに伴って安定区となり、現在に至る。

## 行政区
| 里 |
| --- |
| 嘉同里、中栄里、安加里、海寮里、港南里、新吉里、蘇林里、中沙里、安定里、文科里、港口里、港尾里、蘇厝里 |

## 歴代区長
| 代 | 氏名 | 退任日 |
| -- | ---- | ------ |

## 教育

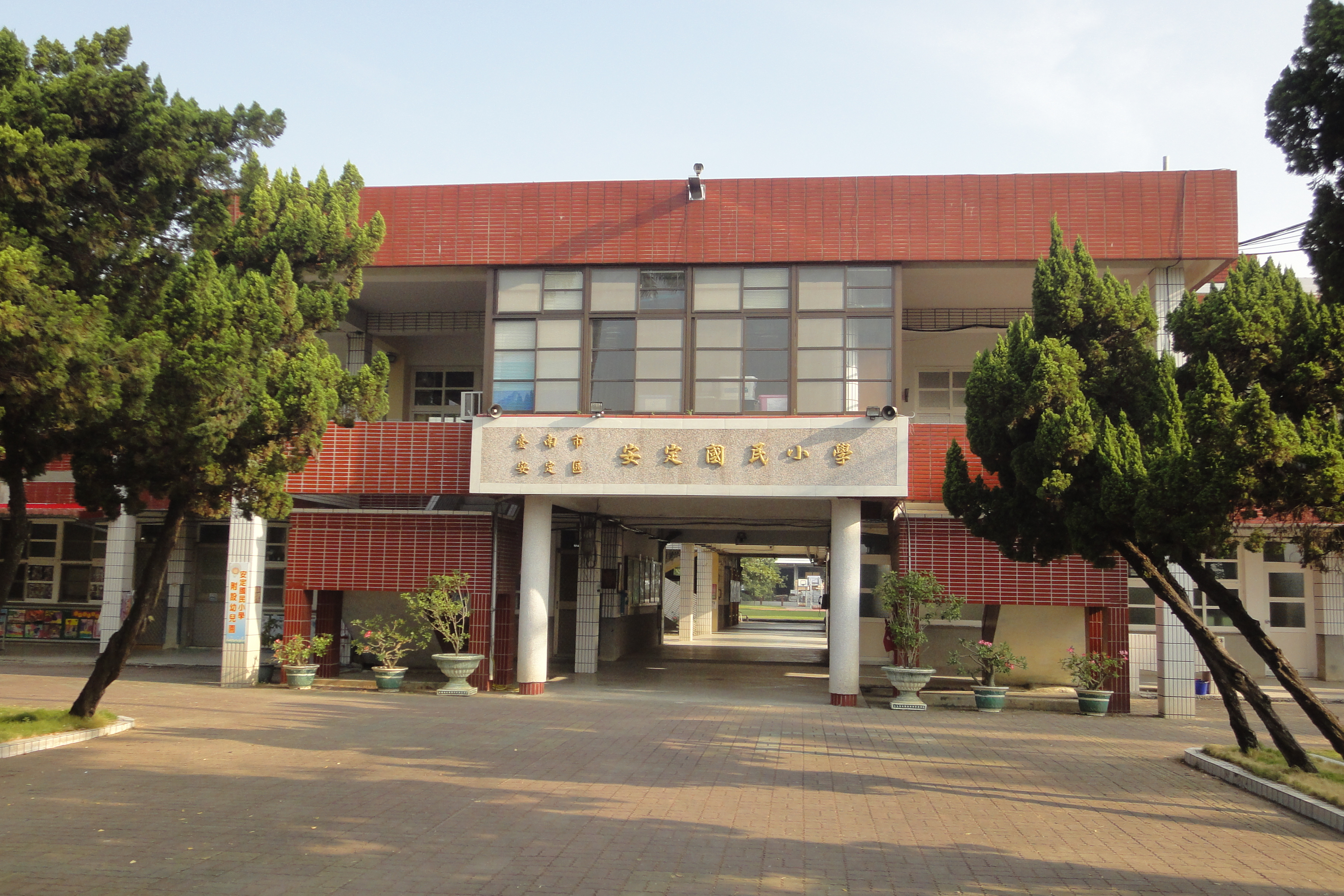
台南市安定区安定国民小学

### 国民中学
- 台南市立安定国民中学

### 国民小学
- 台南市安定区安定国民小学（中国語版）
- 台南市安定区南安国民小学
- 台南市安定区南興国民小学

## 交通
| 種別 | 路線名称             | その他 |
| ---- | -------------------- | ------ |
| 国道 | 国道1号 中山高速道路 | 安定IC |
| 国道 | 国8線                | 新吉IC |
| 省道 | 台19線               |        |

## 観光
- 長興宮
- 安定保安宮
- 蘇厝瘟王祭（中国語版）
- 港口慈安宮
- 管寮聖安宮